# Битва під Лінкольном
Битва під Лінкольном (англ. Battle of Lincoln, 2 лютого 1141 року) — одна з найважливіших битв громадянської війни в Англії 1135—1154 років між прибічниками короля Стефана та імператриці Матильди. Армія Стефана була розбита, а сам король потрапив у полон, що дозволило Матильді захопити владу в Англії.

## Передісторія
У перші роки громадянської війни жодна зі сторін не мала очевидної переваги. Король Стефан міцно утримував під своєю владою східні частини країни, тоді як у західних графствах закріпились прибічники королеви Матильди. Однак наприкінці 1140 року до табору королеви перейшов Ранульф де Жернон, граф Честера та найбільший магнат Північної Англії. Його розрив з королем був пов'язаний із тим, що 1139 року Стефан поступився королю Шотландії Давиду I Карлайлом, яким раніше володів батько Ранульфа. Наприкінці вересня 1140 року Ранульф де Жернон організував змову з метою вбивства Генріха Гантингдонського, сина шотландського короля, що перебував при дворі Стефана. В рамках змови Ранульф за підтримки свого зведеного брата Вільгельма де Румара хитрощами захопив замок Лінкольн, через який мали проходити король Стефан і принц Генріх, які прямували до шотландського кордону.
Стефан Блуаський, що прибув у Лінкольн, вирішив піти на поступки могутньому північноанглійському барону, щоб уникнути його переходу до табору королеви Матильди, а у подальшому використовувати Ранульфа проти шотландців. Він передав Ранульфу міста Лінкольн і Дербі, а також адміністративну та військову владу у Лінкольнширі, а Вільгельма де Румара нагородив титулом графа Лінкольна. Однак невдовзі після від'їзду короля в Лондон, жителі Лінкольна, що страждали від утисків з боку Ранульфа, звернулись до Стефана з проханням про захист. Вони також повідомили королю, що Ранульф не приділяє уваги укріпленню замку й фортецю можна легко взяти несподіваною атакою. Стефан не міг згаяти можливість встановити свій контроль над Лінкольном. 6 січня 1141 року армія короля підійшла до міста й зайняла його без опору. Ранульф де Жернон втік до свого граффства Чешир, залишивши у замку свою родину й сильний гарнізон на чолі з Вільгельмом де Румаром.
Поки королівська армія тримала в облозі Лінкольнський замок, Ранульф у своїх чеширських володіннях набрав нову армію, до складу якої були включені й валлійці з земель, підконтрольних графу у Північному Уельсі. Він також звернувся по допомогу до Роберта Глостерського, лідера партії Матильди в Англії, пообіцявши свою відданість королеві. Роберт на чолі своїх військ, що складались, в основному з безземельних лицарів, негайно вирушив на Лінкольн. 1 лютого 1141 року війська Роберта Глостерського і Ранульфа де Жернона підійшли до міста й розбили табір у його передмістях.

## Позиції сторін
Король Стефан з лицарських переконань відмовився від можливості використовувати своє вигідне стратегічне положення й одразу атакувати супротивника, який розташувався в оточуючих місто болотяних низинах. Він вирішив «чесну» битву й наказав своїм військам спуститись на рівнину. В центрі королівської армії розташувалась піхота на чолі із самим Стефаном. Праве та ліве крила складала кіннота. На правому фланзі розмістились загони графів Річмонда, Норфолка, Вустера, Нортгемптона та Суррея. Лівий фланг займали фламандські найманці й лицарі Вільгельма Іпрського та загін Вільгельма Омальського. Головнокомандувачами королівськими військами були Галеран де Бомон, граф де Мьолан і граф Вустер.
Війська Роберта Глостерського також були розділені на три частини: в центрі знаходився загін Ранульфа де Жернона, ліве крило складали лицарі, позбавлені королем Стефаном земель за співробітництво з королевою Матильдою, праве — валлійські найманці графа Честера. Ар’єргард очолював Роберт Глостерський, який і здійснював керівництво діями військ в ході битви. Чисельність обох сторін була приблизно рівною, король мав деяку перевагу в піхоті, однак його кавалерія поступалась силою кінноті Роберта Глостерського.

## Перебіг битви
Битва почалась вранці 2 лютого 1141 року. Праве крило армії короля Стефана не зробило жодної спроби стримати атаку безземельних лицарів Роберта Глостерського. Всі п'ять графів, загони яких складали правий фланг, разом зі своїми солдатами удались до втечі. Лівому крилу Вільгельма Іпрського й Вільгельма Омальського вдалось відтіснити поганоозброєних валлійців Ранульфа де Жернона, однак на допомогу останнім прийшли лицарі Роберта Глостерського, які розбили лівий фланг королівської армії. Вільгельм Іпрський зі своїми фламандськими найманцями був змушений залишити поле бою. Чинити опір продовжував тільки центр армії Стефана, що складався з лицарів, що спішились, на чолі з королем. Сили, однак, вже були нерівними й чисельність королівського загону швидко танула. Врешті-решт Стефан виявився один в оточенні противника. У цьому безвихідному становищі король, за висловом сучасника, бився «як лев». Коли зламався його меч, продовжив оборонятись дворучною данською сокирою, поки й та не розкололася. Нарешті, збитий з ніг каменем, король здався у полон Роберту Глостерському.
За оцінками хроніста Ордеріка Віталія, у битві з обох сторін загинуло не більше 100 чоловік.

## Наслідки
Головним підсумком битви під Лінкольном стало захоплення у полон короля Стефана прибічниками Матильди. Разом з ним в полоні опинилась ще низка англійських баронів, в том числі й Гілберт де Ганд і граф Річмонд. Війська Роберта Глостерського увійшли в Лінкольн і влаштували там різню. Король був перевезений спочатку в Глостер, а потім у Бристоль, де, за легендою, його закували в ланцюги.
Ув'язнення Стефана дало змогу Матильді захопити англійський престол. Вже 8 квітня її було обрано королевою, а в середині червня 1141 року вона вступила в Лондон. Однак правління Матильди виявилось нетривалим: її авторитарна політика спричинила повстання жителів столиці й вигнання королеви з Лондона. Прибічники Стефана сформували нову армію, на чолі якої встали дружина Стефана королева Матильда Булонська й Вільгельм Іпрський. 14 вересня 1141 року у битві під Вінчестером армія Матильди була розбита, а Роберт Глостерський потрапив у полон. В результаті 1 листопада 1141 року король Стефан був звільнений в обмін на надання свободи Роберту Глостерському й повернувся до Лондона. Громадянська війна в Англії тривала після цього до 1153 року.